# Pero turba
Pero turba là một loài bướm đêm trong họ Geometridae.